# 奥瀬英三
奥瀬 英三（おくせ えいぞう、1891年2月28日 - 1975年11月23日）は、三重県出身の洋画家。浦和画家の一人。示現会代表。瑞宝章受章者。

## 人物
三重県上野村（現：伊賀市）に生まれ、画家を目指して上京。太平洋美術学校の教授になった。帝展にて連続して特選を受賞し、1929年には審査員となった。1931年には埼玉県浦和市に移住し、終生居住したことから浦和画家として知られている。戦後は山岳風景画を多く残している。新光洋画会や槐樹社、示現会の結成者の一人。蕨画塾講師。勲四等瑞宝章のほか埼玉新聞社から埼玉文化賞が贈られている。

## 経歴
- 1891年（明治24年）2月28日 - 三重県阿山郡上野村（のち上野市）に生まれる。
- 1909年（明治42年） - 京都市立第一商業学校を中退。
- 1912年（明治45年） - 画家を目指し上京。太平洋洋画会研究所に入学、5年間学ぶ。
- 1917年（大正6年） - 太平洋画会会員となる。後、太平洋美術学校の教授となる。
- 1929年（昭和4年） - 帝展審査員となる。斎藤与里らと槐樹社を創設。
- 1931年（昭和6年） - 埼玉県浦和町（1934年に浦和市）に移住。
- 1936年（昭和11年） - 海軍の後援で海洋美術会を結成。海軍従軍画家として2カ月中国の揚子江をさかのぼり武漢から岳州方面へ移動する。
- 1942年（昭和17年） - 海軍報道班員としてジャワ島に従軍。
- 1947年（昭和22年） - 太平洋画会を脱退し、示現会を結成。
- 1951年（昭和26年） - 第一回埼玉県美術展が開催され、審査員となる。
- 1968年（昭和43年） - 瑞宝章受章。
- 1975年（昭和50年）11月23日 - 84歳で死去。